# Автошлях E606
Європейський шлях E 606 — європейська дорога класу B у Франції, що з'єднує міста Ангулем і Бордо.

## Маршрут
- Франція
  - E603 Ангулем
  - E05, E70, E72 Бордо